# 16-та авіапольова дивізія (Третій Рейх)
16-та авіапольова дивізія (нім. 16. Luftwaffen-Feld-Division) — піхотна дивізія Вермахту зі складу повітряних сил, що діяла як звичайна піхота за часів Другої світової війни.

## Історія
16-та авіапольова дивізія була сформована 1 грудня 1942 на території навчального центру в Гросс-Борні у 3-му командуванні Люфтваффе (нім. Luftgau III) на фондах 13-го повітряного корпусу і згодом була віддана в підпорядкування Командуванню Вермахту «Нідерланди».

## Райони бойових дій
- Німеччина (грудень 1942 — лютий 1943);
- Нідерланди (лютий 1943 — червень 1944);
- Франція (червень — серпень 1944).

## Командування

### Командири
- оберст Отто фон Лахемайр (нім. Otto von Lachemair) (1 грудня 1942 — 5 листопада 1943);
- генерал-лейтенант Карл Зіверс (нім. Karl Sievers) (5 листопада 1943 — 30 липня 1944).